# Campionato Fluminense
Il Campionato Fluminense è stato il principale campionato di calcio dello stato di Rio de Janeiro, Brasile, durante il periodo cui i stati di Guanabara e Rio de Janeiro erano divisi in due stati.
Fino al 1960, Rio de Janeiro era la capitale del Brasile e non faceva parte dello Stato di Rio de Janeiro. Nel 1960, con l'inaugurazione di Brasilia come nuova capitale del Brasile, la città di Rio de Janeiro è diventato il nuovo stato di Guanabara. Solo nel 1975 gli stati di Rio de Janeiro e Guanabara si fusero formando l'attuale stato di Rio de Janeiro, ma il Campionato Fluminense a continuato a parte fino al 1978, dopo di che tutti i suoi club hanno aderito al campionato della città, il Campionato Carioca.
Come la maggior parte dei grandi club del Campionato Carioca sono venuti dalla città di Rio de Janeiro, i club dell'entroterra raramente hanno sostenuto per il titolo di stato dalla fusione; solo due club dell'entroterra, Americano e Volta Redonda, stavano per vincere il titolo del Campionato Carioca, quando furono rispettivamente finalisti nel 2002 e nel 2005.

## Albo d'oro

### Era amatoriale
Il primo Campionato Fluminense è disputato nel 1915, dopo la fondazione della LSF (la prima associazione di calcio dello stato). Nel 1928 i club furono sostituiti dalle selezioni della città, e i vincitori del campionato rappresentavano lo stato. Dal 1941 al 1945 la FFD (ex AFEA) ha sostituito le selezioni delle città con i club. Nel 1946 i club furono di nuovo sostituiti dalle selezioni delle città.
- 1915 - Ararigboya (Niterói)
- 1916 - Parnahyba (Niterói)
- 1917 - Odeon (Niterói)
- 1918 - Nictheroyense (Niterói)
- 1919 - Fluminense (Niterói)
- 1920 - Fluminense (Niterói)
- 1921 - Barreto (Niterói)
- 1922 - Byron (Niterói)
- 1923 - Barreto (Niterói)
- 1924 - Byron (Niterói)
- 1924 - Byron (Niterói) - campionato extra
- 1925 - Serrano (Petrópolis) - campionato della AFEA
- 1925 - Byron (Niterói) - campionato della LSF
- 1926 - Elite (Niterói)
- 1927 - Gragoatá (Niterói)
- 1928 - Selezione di Niterói
- 1928 - Selezione di Niterói
- 1930 - Selezione di Niterói
- 1931 - Selezione di Niterói
- 1932 - non disputato
- 1933 - non disputato
- 1934 - Selezione di Barra do Piraí
- 1935 - Selezione di Niterói
- 1936 - Selezione di Campos
- 1937 - non disputato
- 1938 - Selezione di Niterói
- 1939 - Selezione di Campos
- 1940 - Selezioni di Campos e Nova Friburgo
- 1941 - Icaraí (Niterói)
- 1942 - Royal (Barra do Piraí)
- 1943 - Icaraí (Niterói)
- 1944 - Petropolitano (Petrópolis)
- 1945 - Serrano (Petrópolis)
- 1946 - sconosciuto
- 1947 - Selezione di Campos
- 1948 - Selezione di Petrópolis
- 1949 - Selezione di Petrópolis
- 1950 - Selezione di Barra do Piraí
- 1951 - Selezione di Barra do Piraí

### Era professionistica
Nel 1951, la FFD (Federação Fluminense de Desportos) formò un reparto professionistico (il D.E.P.), che ha organizzato il primo campionato statale professionistico per i club. Da allora il campionato statale è stato contestato dai campioni professionistici di ogni regione. Dal 1959 in poi, i vincitori del Campionato Fluminense potevano partecipare alla Taça Brasil, ma non al Roberto Gomes Pedrosa e al suo successore, il Campeonato Brasileiro.
- 1952 - Adrianino (Engenheiro Paulo de Frontin)
- 1952 - Adrianino (Engenheiro Paulo de Frontin) - campionato extra
- 1953 - Barra Mansa FC (Barra Mansa)
- 1953 - Barra Mansa FC (Barra Mansa) (Supercampionato)
- 1954 - Coroados (Valença)
- 1955 - Frigorífico (Mendes)
- 1955 - Goytacaz FC (Campos) (Supercampionato)
- 1956 - non terminato
- 1957 - non terminato
- 1958 - Manufatora (Niterói)
- 1959 - Fonseca AC (Niterói)
- 1960 - Fonseca AC (Niterói)
- 1961 - Rio Branco (Campos)
- 1962 - Fonseca AC (Niterói)
- 1963 - Goytacaz FC (Campos)
- 1964 - Americano FC (Campos)
- 1964 - Eletrovapo (Niterói) (Supercampionato)
- 1965 - Americano FC (Campos)
- 1966 - Goytacaz FC(Campos)
- 1967 - Goytacaz FC(Campos)
- 1968 - Americano FC (Campos)
- 1969 - Americano FC (Campos)
- 1970 - Central (Barra do Piraí)
- 1971 - Central (Barra do Piraí)
- 1972 - Barbará (Barra Mansa)
- 1973 - Barbará (Barra Mansa)
- 1974 - Sapucaia (Campos)
- 1975 - Americano FC (Campos)

Nel 1975, anche se gli stati di Rio de Janeiro e Guanabara si erano già fusi, le federazioni rimasero separat. La FFD organizzò un campionato statale per le squadre dell'entroterra:
- 1976 - Central (Barra do Piraí)
- 1977 - Manufatora (Niterói)

Nel 1978 le federazioni si fusero nella FERJ. Tuttavia, in quell'anno la FERJ decise di organizzare un campionato statale per le squadre dell'entroterra, considerato l'ultimo Campionato Fluminense:
- 1978 - Goytacaz FC (Campos)

## Titoli per squadra
- Americano FC - 5
- Goytacaz FC - 5
- Adrianino AC - 2
- Central SC - 3
- Fluminense AC - 3
- Fonseca AC - 3
- Alliança FC - 2
- AA Barbará - 2
- EC Cascatinha - 2
- Icaraí FC - 2
- AD Niterói (come Manufatora AC) - 2
- Serrano FC - 2
- Barra Mansa FC - 2
- Canto do Rio FC - 1
- Coroados FC - 1
- AE Eletrovapo - 1
- SC Elite - 1
- Frigorífico AC - 1
- GR Gragoatá - 1
- Petropolitano FC - 1
- CE Rio Branco - 1
- Royal SC - 1
- EC Sapucaia - 1